# Lý Nham
Lý Nham (chữ Hán: 李岩, 1610 – 1644), tên gốc là Lý Tín, người huyện Kỷ tỉnh Hà Nam, là mưu sĩ nổi tiếng cuối thời Minh.

## Tiểu sử
Lý Nham là con của Thượng thư bộ Binh Nhà Minh Lý Tinh Bạch, sau bị kết án phản nghịch và bị giết. Theo truyền thuyết thì vào năm Sùng Trinh thứ 13 (1640), Lý Tín từng đem lương thực trong nhà mình giúp đỡ những dân đói, rất được lòng họ. Lúc ấy, đang có chuyến diễn xiếc của Hồng Nương Tử. Hồng Nương Tử làm phản, bắt Lý Tín đưa đi. Kế đến, hai người nên duyên vợ chồng. Không lâu sau, Lý Tín bỏ chạy về nhà. Quan phủ coi Lý Tín là giặc, bèn sai người tới bắt giam vào ngục. Hồng Nương Tử đến cứu Lý Tín. Nhờ có sự giúp đỡ của dân chúng đang lúc đói kém, nên Hồng Nương Tử mới cứu được Lý Tín. Lúc ấy, cử nhân Ngưu Kim Tinh cũng sắp bị quan phủ chém đầu. Ngưu cũng được cứu thoát cùng một lúc với Lý Tín. Hai người này liền đầu hàng quân khởi nghĩa của Sấm vương Lý Tự Thành. Sấm vương bèn đổi tên của Lý Tín thành Lý Nham.
Kể từ khi gia nhập quân khởi nghĩa, Lý Nham đã tích cực bày mưu tính kế cho Lý Tự Thành. Lúc ấy Tống Hiến Sách khuyên rằng "Trong 18 chữ, phải nắm cái chủ yếu là thần khí". Lý Tự Thành rất vui mừng. Lý Nham nói: "Muốn lấy thiên hạ, trước hết phải giành được nhân dân. Muốn được nhân tâm, không thể giết những người vô tội. Chỉ có như vậy mới được lòng thiên hạ". Lý Tự Thành tiếp thu ý kiến của Lý Nham, bèn đem tiền của ra phát cứu tế cho đông đảo dân chúng đang bị đói. Dân chúng không phân biệt của cứu tế này là của ai thảy đều quy phục. Lý Nham lại đặt ca dao "Đón Sấm vương, không nạp lương". Do vậy, dân chúng đi theo Sấm vương Lý Tự Thành khởi nghĩa ngày càng đông. Lý Nham lại khuyên Lý Tự Thành đưa ra khẩu hiệu để xiết chặt kỷ luật của nghĩa quân "Giết một người cũng như giết cha ta, đâm một người cũng như đâm mẹ ta". Uy tín của Lý Tự Thành lên rất cao, cứ đi đến đâu cũng nghe người ta ca hát: "Sáng cầu thăng tiến, Chiều muốn kết đoàn, Lớp trẻ nghèo hèn không sống nổi, Mở toang cánh cửa đón Sấm vương, Khuyên dạy mọi người đều vui sướng". Lý Tự Thành nghe theo lời Lý Nham tiến hành việc "chia đều ruộng đất, miễn nộp lương thực". Nhờ vậy mà khí thế của nghĩa quân ngày càng mạnh, phát triển nhanh chóng. Hai năm sau, đã có tới hơn một triệu người đi theo.
Năm Sùng Trinh thứ 16 (1643), Lý Tự Thành chiếm được Tương Dương, bèn đổi tên là Tương Kinh. Lý phong cho Điền Kiến Tú và Lưu Tông Mẫn làm "Quyền tướng quân". Lý Nham, Hạ Cẩm và Lưu Hy Nhiêu được phong làm "Chế tướng quân". Trương Đĩnh và Đảng Thủ Tô được phong làm Uy vũ tướng quân. Cốc Khả Thành và Nhiệm Duy Vinh được phong làm "Quả nghị tướng quân". Khẩu hiệu "chia đều ruộng đất, miễn nộp lương thực" do Lý Nham nêu lên và Lý Tự Thành tiếp thu, đã có tác dụng rất tích cực.
Tháng Giêng năm Sùng Trinh thứ 17 (1644), Lý Tự Thành đánh chiếm Tây An, xưng vương kiến quốc, đặt quốc hiệu là Đại Thuận, niên hiệu Vĩnh Xương. Tháng 3 cùng năm, chiếm được Bắc Kinh. Lý Nham lại đề nghị Lý Tự Thành đóng quân ở ngoại thành và giữ vững quân kỷ, bắt buộc một số ít gia đình quý tộc quan lại giao nộp tiền của; dụ hàng Ngô Tam Quế; lấy danh nghĩa đại quốc để phong thái tử Nhà Minh. Nhưng Lý Tự Thành đều không chấp nhận. Trong khi Ngưu Kim Tinh, Lưu Tông Mẫn và các tướng khác lập tức theo đòi cung cách hưởng thụ, chiếm đóng những dinh thự trong kinh đô, ngày ngày lo việc yến ẩm, hát xướng và thúc giục Lý Tự Thành lên ngôi thì Lý Nham cho rằng thời cơ còn nhiều vấn đề phải giải quyết. Lý Nham cũng phản đối việc các tướng lĩnh tự ý truy lùng, cướp bóc quan lại Nhà Minh để khảo của mà đòi hỏi phải giao việc đó cho bộ Hình đảm trách. Lý Nham cũng đưa ra một số điều luật tước giảm quyền hành của các tướng lĩnh ngõ hầu ổn định trật tự xã hội. Chính vì thế, Lý Tự Thành nảy sinh ác cảm, e ngại Lý Nham sẽ soán đoạt quyền hành của mình.
Lưu Tông Mẫn thậm chí cưỡng bức cả Trần Viên Viên, buộc Ngô Tam Quế dẫn Thanh binh nhập quan. Ngày 21 tháng 4, Lý Tự Thành giao chiến với Đa Nhĩ Cổn ở Nhất Phiến Thạch phía đông Sơn Hải quan, ngày 22 lại đụng độ với liên quân Đa Nhĩ Cổn–Ngô Tam Quế ở phía tây. Lý Tự Thành đại bại rút quân về Bắc Kinh, đến ngày 29 thì vội vàng lên ngôi hoàng đế để hôm sau mở cửa Tề Hóa bỏ chạy đến Tây An. Ngô Tam Quế đem quân đuổi theo đến Chân Định thì Lý Tự Thành chạy sang Sơn Tây. Lúc quân Thanh vây hãm Bắc Kinh, Lý Nham thường xảy ra mâu thuẫn với Ngưu Kim Tinh và những người khác, khiến bọn họ hết sức ghen ghét. Sau khi Định Châu bị mất, các quan lại ở Hà Nam có ý muốn khôi phục triều Minh. Lý Tự Thành bèn triệu tập các tướng để thương nghị kế sách. Lý Nham xin được đưa quân tới Hà Nam để ổn định tình thế hỗn loạn nơi đây. Ngưu Kim Tinh vu cáo với Lý Tự Thành rằng Lý Nham muốn làm phản. Vì vậy, Lý Tự Thành mới ra lệnh cho Ngưu Kim Tinh mời Lý Nham đến uống rượu rồi giết đi. Từ đó, nghĩa quân của Lý Tự Thành cũng bắt đầu tan rã.
Đến năm Thuận Trị thứ 2 (1645), Lý Tự Thành bị tên nông dân Trần Cửu Bác với nhóm dân binh tập kích mà chết tại núi Cửu Cung huyện Thông Sơn tỉnh Hồ Bắc, Trần Cửu Bác (còn gọi là Trình Cửu Bách) về sau được quan phủ khen thưởng vàng bạc cùng ruộng đất, nhờ vậy mà trở thành địa chủ.

### Sử liệu
- Trịnh Liêm, Dự biến kỷ lược

### Luận văn
- Loan Tinh, Lý Nham chi mê
- Cố Thành, Lý Nham chất nghi, Nghiên cứu Lịch sử số 5, 1978.
- Cố Thành, Tái đàm Lý Nham vấn đề, Bắc Kinh Sư phạm Đại học Học báo số 2, 1979.

### Văn tập
- Loan Tinh, Giáp Thân sử thương, Trung Châu cổ tịch xuất bản xã, 1970.
- Cố Thành, Lý Nham chất nghi - Minh Thanh dịch đại sử tham vi, Quang Minh nhật báo xuất bản xã, 2012.